# إيرول دورا
إيرول دورا (بالتركية: Erol Dora) هو محامي وسياسي تركي، ولد في 2 فبراير 1964 في سيلوبي في تركيا. حزبياً، نشط في حزب الشعوب الديمقراطي. وقد انتخب عضو في البرلمان التركي.